# Лоу, Гарольд
Гарольд Годфри Лоу (англ. Harold Godfrey Lowe, 21 ноября 1882 — 12 мая 1944) — офицер торгового флота Великобритании. Наиболее известен как пятый офицер «Титаника».

## Биография

### Ранние годы
Гарольд Лоу родился в Лленросе, Карнарвоншир, Северный Уэльс 21 ноября 1882 года в семье Джорджа и Генриетты Лоу. Отец был валлийцем, мать — англичанкой. Гарольд был третьим из восьми детей. Амбициозный отец решил отдать Гарольда на обучение к успешному бизнесмену из Ливерпуля, но Гарольд был полон решимости выйти в море. В 14 лет он бежал из своего дома в Бармоуте, где посещал школу, и поступил на службу в торговый флот, работающий вдоль побережья Западной Африки. Лоу начал как юнга на борту прибрежной шхуны. В 1906 году он прошёл сертификацию и получил сертификат второго помощника, потом, в 1908 году, он стал первым помощником. К тому времени он начал работать с компанией Уайт Стар Лайн, в 1911 году получил сертификат капитана и, по его собственным словам, «надо получать опыт работы на небольших парусниках, далее переходя к более крупным кораблям». Он служил в качестве третьего офицера на кораблях Уайт Стар, Belgic и Tropic, затем был переведён на Титаник в 1912 году в качестве пятого офицера. Несмотря на годы, проведённые в море, на Титанике он должен был сделать свой первый трансатлантический переход.

### На борту «Титаника»
26 марта 1912 года Лоу сообщили, что он будет в первом рейсе Титаника. 10 апреля он участвовал в спуске двух шлюпок с правого борта, чтобы убедить Совет по торговле, что на Титанике соблюдается техника безопасности. Когда в полдень Титаник отплыл из Саутгемптона Лоу находился на капитанском мостике и по телефону отправлял различные сообщения по кораблю.

### Крушение
14 апреля 1912 года, в ночь крушения, Лоу в 20:00 передал вахту коллеге, шестому помощнику капитана Джеймсу Муди. Лоу давно спал в своей каюте, когда лайнер столкнулся с айсбергом в 23:40. От столкновения он не проснулся, его удалось разбудить только через полчаса: «Мы, офицеры, не можем долго спать. Когда мы спим — мы мертвы». Когда Лоу проснулся и понял ситуацию, он сразу же оделся, взял револьвер и приступил к своим обязанностям. Третий офицер Герберт Питман обвинил Лоу в излишней перезагруженности шлюпки номер 5. Во время её спуска офицер Лоу накричал на директора-распорядителя Уайт Стар Джозефа Брюса Исмея, который маниакально торопил его. «Пошёл к чёрту! Я пытаюсь спустить шлюпку, не утопив её!» — крикнул Лоу своему работодателю.
Около 1:30 ночи Лоу разговаривал с шестым помощником Муди. Хотя спускали спасательные шлюпки номер 14 и 16 по левому борту корабля, оба офицера считали, что в них должен быть кто-то из офицеров. Муди настаивал, что Лоу должен находиться в шлюпке номер 14, а он в 16. К моменту спуска шлюпки дифферент судна уже явно указывал на то, что пароход затонет. При спуске шлюпки Лоу выстрелил три раза из револьвера, чтобы не допустить проникновения в неё мужчин.
После спуска Лоу приказал шлюпке отплыть на 140 метров от Титаника. Когда в 2:20 ночи судно затонуло, Лоу приказал собрать несколько шлюпок вместе. Он хотел вернуться, чтобы подобрать выживших, но опасался, что паникующие пассажиры затопят их. Лоу перераспределил выживших по шлюпкам, таким образом освободив одну из них.
Однако никто из пассажиров и членов команды не хотел возвратиться обратно. Неохотно он ждал, пока крики затихнут. Когда он вернулся, чтобы подобрать выживших, то смог спасти только четверых человек, один из которых скончался позже в ту ночь. Шлюпка Лоу была единственной вернувшейся за оставшимися в живых людьми. После этого на лодке были установлены паруса (Лоу единственный использовал паруса в ту ночь); благодаря ветру он успел спасти уцелевших со складной шлюпки А и взял на буксир складную шлюпку D. Лоу и его флотилия были подобраны утром Карпатией. На фотографии, сделанной одним из пассажиров Карпатии, ясно видно, что Лоу стоит у руля шлюпки номер 14. Он оставался в шлюпке до тех пор, пока не удостоверился, что мачта и паруса правильно уложены.

### Допрос
Выжившие пассажиры Титаника прибыли на пирс 54 в Нью-Йорке 18 апреля. Лоу вскоре был вызван американской следственной комиссией для дачи показаний. 2 мая он сел на «Адриатик» и отправился в Англию, для дачи показаний британской следственной комиссии. Показания Лоу на американском сенатском расследовании назвали «легкомысленными», когда на вопрос из чего состоял айсберг, он ответил: «Сэр, я полагаю, что изо льда». Лоу также попал под шквал критики за расистские замечания. Он дважды извинялся за то, что использовал синоним «трус» для слова «итальянец» .

### Последующие годы и смерть
Когда Лоу вернулся в родной Бармут, 1300 человек приняли участие в приёме, устроенном в его честь. Ему были вручены памятные золотые часы с надписью «Презент Гарольду Годфри Лоу, пятому офицеру Титаника, от его друзей в Бармуте и других странах, в знак признательности и высокой оценки его доблестной службы во время крушения Титаника 15 апреля 1912 года».
В сентябре 1913 года Гарольд Лоу женился на Эллен Марион Уайтхауз, у которой потом родилось двое детей, Флоренс Жозефина и Гарольд Уильям. Он служил в Королевском военно-морском флоте во время Первой мировой войны, достиг ранга коммандера (капитана II ранга), и, выйдя на пенсию, переехал с семьёй в Дедженву. Он умер от гипертонии 12 мая 1944 года в возрасте 61 года и был похоронен в Рос-он-Си, Северный Уэльс.

## В культуре
В телефильме 1996 года «Титаник» офицера Лоу сыграл Каван Смит.
В фильме 1997 года «Титаник» офицера Лоу сыграл валлийский актёр Йоан Гриффит. В фильме Лоу спас главную героиню Роуз.
В 2004 году меню первого класса Титаника, посланное Лоу своей невесте мисс Уайтхауз во время остановки в Ирландии, было продано на аукционе за 51 000 фунтов стерлингов.